# Fútbol Indoor Events

## Historia
Para un deporte de imparable crecimiento que ya triunfa en Europa y en América Latina, Fútbol Indoor Events lleva desde el 2002 con un historial de numerosas competiciones y eventos (5 campeonatos de Liga y Copa, 2 Eurocopas, 1 Copa del Mundo, 1 copa de Europa de Clubes, más de 35 torneos benéficos, torneos infantiles, etc.).
La asociación cuenta con el respaldo de las instituciones más relevantes del fútbol. Tiene los acuerdos con clubes, cadenas de televisión, entidades públicas y federaciones para el desarrollo de las distintas competiciones de fútbol indoor durante los próximos años. La asociación cuenta con una fundación de ayuda e integración a los más desfavorecidos.
Asimismo y con la intención de popularizar este deporte, Fútbol Indoor Events construye instalaciones permanentes de fútbol indoor en todo el país, enfocadas a la participación tanto de niños como de universitarios y empresas.
El primer evento en México fue un rotundo éxito y en dos años ya tiene su propia Liga Nacional. Asimismo, grandes deportistas como Rafa Nadal, Iker Casillas, Fernando Alonso, Sergio Ramos, Raúl o Samuel Eto'o han competido al fútbol indoor en torneos benéficos.

## Fútbol indoor en España
La Asociación mantiene presencia activa en Europa, América y Asia
Cuenta desde el año 2002 con un historial de numerosas y exitosas competiciones y eventos.
Entre los que destacan 4 Campeonatos de Liga y Copa, 2 Eurocopas, 1 Copa de Europa de Clubes y 1 Copa del Mundo, además de 35 Torneos Benéficos, 3 Copas de España Infantil y numerosas Competiciones Amateur.el fútbol apesta

## Fútbol indoor en México
Fútbol Indoor aterrizó en el Continente Americano en el 2010. Hoy México ya tiene su Liga Nacional de Fútbol Indoor, con la participación de los 8 mejores Clubes del país.
Nuestra actividad en México comenzó en el año 2010 (octubre) con un doble partido entre las Selecciones mexicana y española, y en los que participaron jugadores de renombre como Amavisca, Fran, Donato, Peláez, Luis García, Luis Hernández, etc.
Un año después el Real Madrid y el FC Barcelona disputaron un triangular contra América, Toluca y Cruz Azul (los merengues) y Chivas, Atlas y Santos (los culés). Los eventos tuvieron mucho éxito y poco a poco se fue consolidando el deporte
A partir del 20 de septiembre de 2012, se llevará a cabo la Liga México de Fútbol Indoor, en la que participarán los 8 mejores clubes del país azteca: América, Pachuca, Cruz Azul, Pumas, Toluca, Guadalajara, Estudiantes UAG y Atlas.